# The Majestic Majesty
Albums de Portugal. The Man
The Satanic Satanist
(2009) American Ghetto
(2010)
The Majestic Majesty est un disque acoustique qui accompagne la sortie du quatrième album du groupe Portugal. The Man, The Satanic Satanist, il reprend tous les morceaux de l'album en version acoustique, en dehors du titre Let You Down.
C'est la première sortie d'un disque regroupant des morceaux en version acoustique de Portugal. The Man.
La couverture de l'album est identique à celle de The Satanic Satanist, à ceci près qu'elle est en noir et blanc.
L'album est sorti en version numérique et mis en vente sur le magasin en ligne du groupe ainsi que sur iTunes et Amazon pour l'achat de la version deluxe de The Satanic Satanist. Il était également offert à tous ceux qui ont précommandé l'album et a fait l'objet d'une édition vinyle chez Suburban Home Records.
Les titres The Satanic Satanist et The Majestic Majesty font références à l'album des Rolling Stones, Their Satanic Majesties Request.

## Liste des titres
Tous les morceaux sont écrits par John Baldwin Gourley
| No  | Titre                                   | Durée |
| --- | --------------------------------------- | ----- |
| 1.  | People Say (version acoustique)         | 3:24  |
| 2.  | Work All Day (version acoustique)       | 3:10  |
| 3.  | Lovers in Love (version acoustique)     | 2:56  |
| 4.  | The Sun (version acoustique)            | 3:17  |
| 5.  | The Home (version acoustique)           | 2:41  |
| 6.  | The Woods (version acoustique)          | 3:21  |
| 7.  | Guns & Dogs (version acoustique)        | 2:59  |
| 8.  | Do You (version acoustique)             | 2:50  |
| 9.  | Everyone is Golden (version acoustique) | 3:48  |
| 10. | Mornings (version acoustique)           | 4:39  |

## Interprètes

### Portugal. The Man
- John Baldwin Gourley
- Zachary Scott Carothers
- Garrett Lunceford
- Ryan Neighbors